# 盧文偉
盧 文偉（ろ ぶんい、482年 - 541年）は、中国の北魏末から東魏にかけての政治家。字は休族。本貫は范陽郡涿県。

## 経歴
盧敞の子として生まれた。幼くして父を失ったが、経書や史書を渉猟し、交際を広め、若くして郷里の尊敬を受けた。州に主簿として召された。38歳のとき、初めて秀才に挙げられた。平北府長流参軍に任ぜられ、刺史の裴延儁を説得して督亢陂を修復させ、1万頃あまりにわたる畑を灌漑させて、民生を図った。
北魏の孝昌年間、尚書郎中を兼ねたが、行台の常景に引き止められて行台郎中となった。六鎮の乱が起こることを事前に察知して、穀物を范陽城に備蓄させ、戦乱に備えさせた。郷里に帰り、まもなく杜洛周に捕らえられた。杜洛周が敗れると、葛栄に属し、葛栄が敗れると、また家に帰った。永安元年（528年）、韓楼が薊城に拠ると、文偉は郷里の人々を率いて范陽を守り、対抗した。文偉は行范陽郡事となった。范陽を守ること2年、士卒と労苦を同じくし、家財を分かって貧窮した人々を救い、民衆に慕われた。永安2年（529年）、爾朱栄が部将の侯淵に韓楼を討たせ、これを平定すると、文偉は功績により大夏県男に封ぜられ、范陽郡太守に任ぜられた。侯淵は范陽に駐屯した。永安3年（530年）、爾朱栄が殺害されると、文偉は侯淵が信用できなかったため、狩猟に誘って外に出し、門を閉じて閉め出した。侯淵は拠点を失って、中山へと向かった。
孝荘帝が死去すると、文偉は幽州刺史の劉霊助とともに起兵を謀った。劉霊助は瀛州を落とし、文偉を行瀛州事としてとどめて、自らは兵を率いて定州に赴いて、侯淵に敗れた。文偉は瀛州を放棄して、范陽郡に逃げ帰り、高乾兄弟らと結んだ。普泰元年（531年）、高歓が信都で起兵すると、文偉は子の盧懐道を派遣して協力を約束した。安東将軍・安州刺史に任ぜられた。ときに安州はまだ高歓の勢力圏ではなかったので、文偉は行幽州事となり、鎮軍の位を加えられた。劉霊助が敗れた後、盧曹が幽州に拠って爾朱兆に降ったため、文偉は幽州に入ることができず、范陽郡を州治に代えた。太昌元年（532年）、また安州刺史に転じ、散騎常侍を加えられた。東魏の天平末年、行東雍州事となり、行青州事に転じた。興和3年（541年）、60歳で青州に死去した。使持節・侍中・都督定瀛殷三州諸軍事・司徒・尚書左僕射・定州刺史の位を追贈され、諡を孝威といった。
子に盧恭道・盧懐道・盧宗道がいた。盧恭道は、龍驤将軍・范陽郡太守となり、文偉に先だって死去した。盧懐道は、平西将軍・光禄大夫をつとめた。盧宗道は、尚書郎・通直散騎常侍を経て、南営州刺史を代行したが、失言のために殺害された。

## 伝記資料
- 『北斉書』巻22 列伝第14
- 『北史』巻30 列伝第18